# Idre socken
Idre socken ligger i Dalarna och Härjedalen, ingår sedan 1971 i Älvdalens kommun och motsvarar från 2016 Idre distrikt.
Socknens areal är 2 270,40 kvadratkilometer, varav 2 185,80 land (utan Storfjätenområdet). År 2020 fanns här 1 124 invånare. Tätorten och kyrkbyn Idre med sockenkyrkan Idre kyrka ligger i socknen. 

## Administrativ historik
Idre socken bildades på medeltiden genom en utbrytning ur Särna socken och låg före 1645 i Norge. Socknen var mellan 24 december 1645 och 12 december 1651 en del av Älvdalens socken. 1942 överfördes den del av Tännäs lappförsamling som låg i Kopparbergs län till Idre. 1957 överfördes Storfjäten från Lillhärdals socken i Härjedalen till Idre.
Vid kommunreformen 1862 övergick socknens ansvar för de kyrkliga frågorna till Idre församling och för de borgerliga frågorna bildades tillsammans med Särna socken Särna landskommun. 1916 avskildes Idre landskommun. Idre landskommunen uppgick 1971 i Älvdalens kommun. Församlingen uppgick 2010 i Idre-Särna församling.
1 januari 2016 inrättades distriktet Idre, med samma omfattning som församlingen hade 1999/2000.
Socknen har tillhört fögderier, tingslag och domsagor enligt vad som beskrivs i artikeln Dalarna. De indelta soldaterna tillhörde Dalregementet och Orsa kompani.

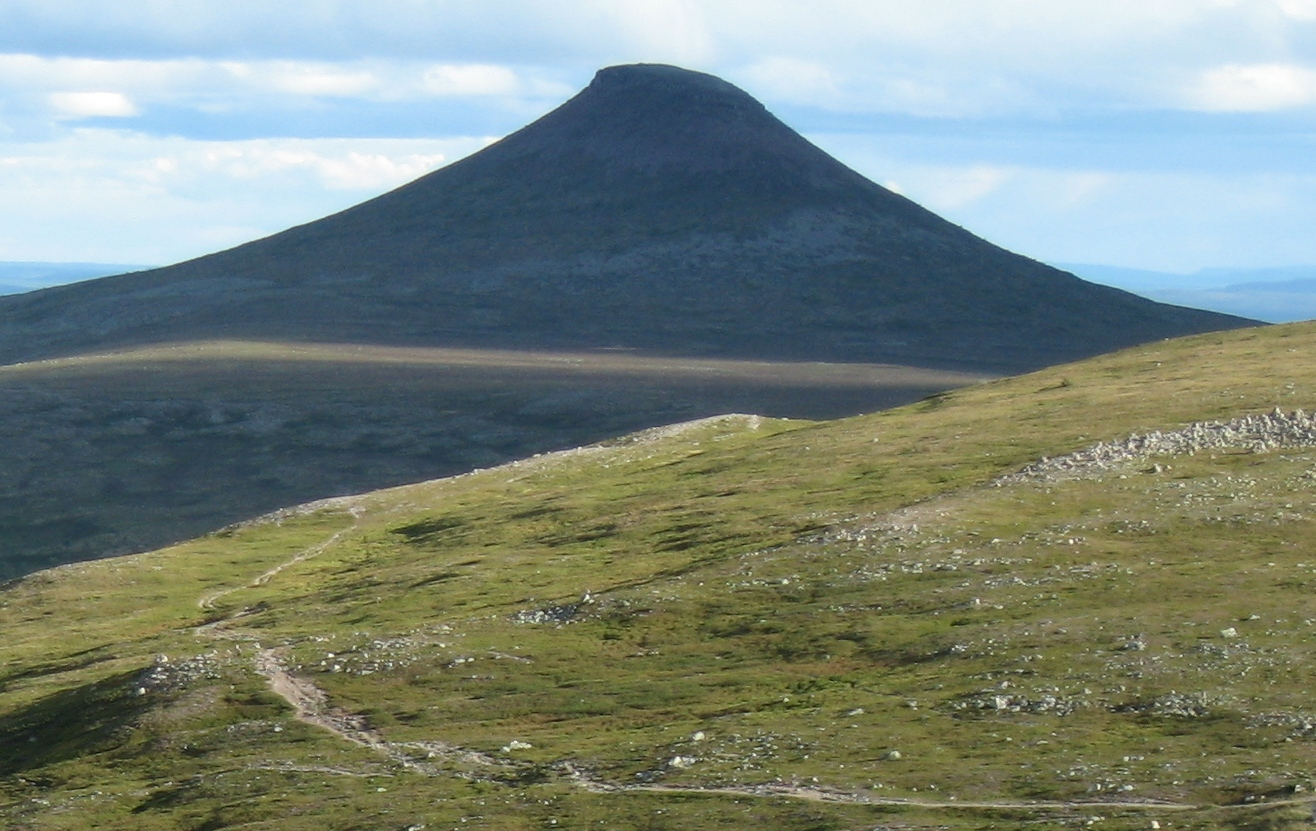
Städjan

## Geografi
Idre socken ligger kring Österdalälvens och Västerdalälvens källflöden. Socknen är utanför älvdalen en myrrik skogsbygd med lågfjällsbygd. Inom socknen ligger Svealands högsta punkt Storvätteshågna (1 204 meter över havet). Här ligger även Städjan samt Nipfjället.
Socknen genomkorsas av riksväg 70 samt länsväg 311. Stora delar av socknen omfattades av Idre sameby. 
Bebyggelsen är relativt sparsam och förekommer punktvis i dalgångarna. Tätorten Idre är centrum i bygden. Bland övriga platser kan Grövelsjön, Idre-Storbo (känt från SMHI:s väderprognoser) samt Flötningen nämnas. Området är starkt präglat av turism.
I väster gränsar socknen mot Engerdal kommun i Hedmark fylke i Norge. I norr ligger Tännäs socken, i nordost Linsells och Lillhärdals socknar, alla tre i Härjedalen, samt i sydost Särna socken.

## Fornlämningar
Cirka 125 boplatser från stenåldern och några gravar från järnåldern är funna.  Omkring 300 fångstgropar finns i socknen. Dessa ligger delvis i långa fångstgropssystem och anknyter till boplatserna. Det finns många lämningar efter samisk kultur, präglad av renskötsel.

## Namnet
Namnet (1378 Jdhre) har antagits äldst varit ett äldre namn på Idresjön. Sjönamnet innehåller möjligen inre med syftning på läget från Särnabygden.

## Befolkningsutveckling
Folkmängden i Idre-Särna församling var 2 326 år 2010.
| Befolkningsutvecklingen i Idre socken 1810–2020 | Befolkningsutvecklingen i Idre socken 1810–2020 | Befolkningsutvecklingen i Idre socken 1810–2020 | Befolkningsutvecklingen i Idre socken 1810–2020 | Befolkningsutvecklingen i Idre socken 1810–2020 |
| --- | ----------------------------------------------- | ----------------------------------------------- | ----------------------------------------------- | ----------------------------------------------- |
| |                                                 |                                                 |                                                 |                                                 |
| År |                                                 |                                                 | Folkmängd                                       |                                                 |
| 1810 | 1810                                            |                                                 | 165                                             |                                                 |
| 1820 | 1820                                            |                                                 | 207                                             |                                                 |
| 1840 | 1840                                            |                                                 | 275                                             |                                                 |
| 1850 | 1850                                            |                                                 | 342                                             |                                                 |
| 1860 | 1860                                            |                                                 | 420                                             |                                                 |
| 1870 | 1870                                            |                                                 | 456                                             |                                                 |
| 1880 | 1880                                            |                                                 | 598                                             |                                                 |
| 1890 | 1890                                            |                                                 | 644                                             |                                                 |
| 1900 | 1900                                            |                                                 | 835                                             |                                                 |
| 1910 | 1910                                            |                                                 | 905                                             |                                                 |
| 1920 | 1920                                            |                                                 | 1 195                                           |                                                 |
| 1930 | 1930                                            |                                                 | 1 430                                           |                                                 |
| 1940 | 1940                                            |                                                 | 1 554                                           |                                                 |
| 1950 | 1950                                            |                                                 | 1 718                                           |                                                 |
| 1960 | 1960                                            |                                                 | 1 843                                           |                                                 |
| 1970 | 1970                                            |                                                 | 1 465                                           |                                                 |
| 1980 | 1980                                            |                                                 | 1 383                                           |                                                 |
| 1990 | 1990                                            |                                                 | 1 390                                           |                                                 |
| 2020 | 2020                                            |                                                 | 1 124                                           |                                                 |
| Anm: Källor: Tabellverkets arkiv, Demografiska databasen, CEDAR, Umeå universitet, Folkmängden per distrikt, landskap, landsdel eller riket efter kön. År 2015 - 2022. |                                                 |                                                 |                                                 |                                                 |